# Jonas Andersson
Jonas Andersson (* 24. Februar 1981 in Lidingö) ist ein ehemaliger schwedischer Eishockeyspieler, der mit Schweden bei der Weltmeisterschaft 2010 die Bronzemedaille gewann.

## Karriere
Jonas Andersson begann seine Karriere als Eishockeyspieler in der Jugend von AIK Solna, für die er bis 1999 aktiv war. Anschließend wurde er im NHL Entry Draft 1999 in der zweiten Runde als insgesamt 33. Spieler von den Nashville Predators ausgewählt. Zunächst spielte er ein Jahr lang bei den North Bay Centennials, die ihn beimCHL Import Draft 1999 an 16. Stelle gezogen hatten, in der Ontario Hockey League, bevor er gegen Ende der Saison 1999/2000 erstmals für Nashvilles Farmteam, die Milwaukee Admirals, in der International Hockey League auf dem Eis stand. Auch in der folgenden Spielzeit spielte Andersson für Milwaukee in der IHL. Für die Saison 2001/02 wechselte Milwaukee in die American Hockey League, wo auch Andersson die folgenden beiden Jahre mit der Mannschaft aktiv war. In der Saison 2001/02 gab der Stürmer zudem sein Debüt in der National Hockey League für die Predators, blieb bei fünf Einsätzen jedoch punktlos.
Nachdem Andersson in der Saison 2003/04 verletzungsbedingt mit dem Eishockey pausieren musste, kehrte er für das folgende Spieljahr in seine schwedische Heimat zurück, wo er zunächst einen Vertrag beim Zweitligisten Leksands IF erhielt, ehe er für Södertälje SK und Brynäs IF in der Elitserien auf dem Eis stand. Nach diesem Jahr wechselte Andersson in die finnische SM-liiga, wo er die folgenden drei Spielzeiten für Ilves Tampere und HPK Hämeenlinna aktiv war. Gegen Ende der Saison 2007/08 verpflichtete Kärpät Oulu den Angreifer. Mit den Finnen wurde Andersson am Saisonende Meister. In der folgenden Spielzeit erreichte Andersson erneut mit seiner Mannschaft das Finale in der SM-liiga, unterlag dort jedoch mit Kärpät mit 0:4 Siegen dem Gegner JYP Jyväskylä.
Nach diesem Erfolg wechselte er zusammen mit Mannschaftskamerad Josef Boumedienne zum HK Dinamo Minsk aus der Kontinentalen Hockey-Liga. Im Juli 2010 bekam er einen Einjahresvertrag bei den Nashville Predators. Die meiste Zeit verbrachte der Schwede jedoch bei den Manitoba Moose in der AHL, da Andersson im Oktober 2010 in einem Transfergeschäft an die Vancouver Canucks abgegeben wurde. Nach vier punktlosen Spielen für die Canucks kehrte er im Januar 2011 nach Europa zurück und unterschrieb einen Kontrakt beim Ak Bars Kasan in der KHL. Im Mai 2011 wurde der Stürmer von deren Ligakonkurrenten Atlant Mytischtschi verpflichtet.
Für Atlant absolvierte Andersson 99 KHL-Partien, in denen er 26 Tore erzielte, ehe er im Januar 2013 im Tausch gegen Ilja Krikunow an Torpedo Nischni Nowgorod abgegeben wurde. In der Saison 2013/14 stand er zunächst beim HK Jugra Chanty-Mansijsk unter Vertrag, ehe er im November 2013 aus diesem entlassen wurde. Nachdem er über ein Jahr vereinslos gewesen war, unterschrieb er im Januar 2015 beim EHC Kloten aus der Schweiz einen Vertrag bis zum Saisonende. Anschließend beendete er seine Karriere.

### International
Für Schweden nahm Andersson an der U18-Junioren-Weltmeisterschaft 1999, als die Silbermedaille gewonnen wurde, und der U20-Junioren-Weltmeisterschaft 2001 teil. Mit der Herren-Nationalmannschaft erreichte er bei der Weltmeisterschaft 2010 die Bronzemedaille.

## Erfolge und Auszeichnungen
- 1999 Silbermedaille dei der U18-Weltmeisterschaft
- 2000 OHL First All-Rookie Team
- 2008 Finnischer Meister mit Kärpät Oulu
- 2009 Finnischer Vizemeister mit Kärpät Oulu
- 2009 Spengler-Cup-Gewinn mit dem HK Dinamo Minsk
- 2010 Bronzemedaille bei der Weltmeisterschaft

## Statistik
(Stand: Ende der Saison 2014/15)